# Pohang
Pohang (en coreà: 포항시, romanització revisada: pohangsi, llegiu: Pójan) és una ciutat del nord de Gyeongsangbuk-do, Corea del Sud. Té el port marítim principal de la regió de Daegu Gyeongbuk. La zona edificada de Pohang es troba en un al·luvió de la desembocadura del riu Hyeongsan. La ciutat està dividida en dos districtes ("Gu"), Buk-gu (Districte Nord) i Nam-gu (Districte Sud).